# Stanisław Kwapiński
Stanisław Kwapiński (ur. 20 sierpnia 1946 w Piotrkowie Trybunalskim) – polski działacz samorządowy i partyjny, w latach 1985–1990 prezydent Piotrkowa Trybunalskiego.

## Życiorys
Syn Stanisława i Janiny. Kształcił się w Wieczorowym Uniwersytecie Marksizmu-Leninizmu (1969) i na kursie w Wyższej Partyjnej Szkole w Kijowie (1983). W latach 1967–1976 był członkiem piotrkowskich władz Związku Młodzieży Socjalistycznej, w 1968 wstąpił do Polskiej Zjednoczonej Partii Robotniczej. W latach 60. i 70. członek egzekutywy i instruktor Komitetu Miejskiego PZPR w Piotrkowie Trybunalskim. Następnie pomiędzy 1979 a 1985 związany z Wydziałem Rolnym Komitetu Wojewódzkiego PZPR tamże, gdzie był kolejno inspektorem, starszym instruktorem i kierownikiem. W latach 1985–1990 sprawował funkcję prezydenta miasta Piotrkowa Trybunalskiego.